# الثوره، سلمیه
الثوره (به عربی: الثورة) یک روستا در سوریه است که در ناحیه مرکزی سلمیه واقع شده‌است. الثوره ۲۷۲ نفر جمعیت دارد.